# Клінгер. Фантазія на тему Брамса

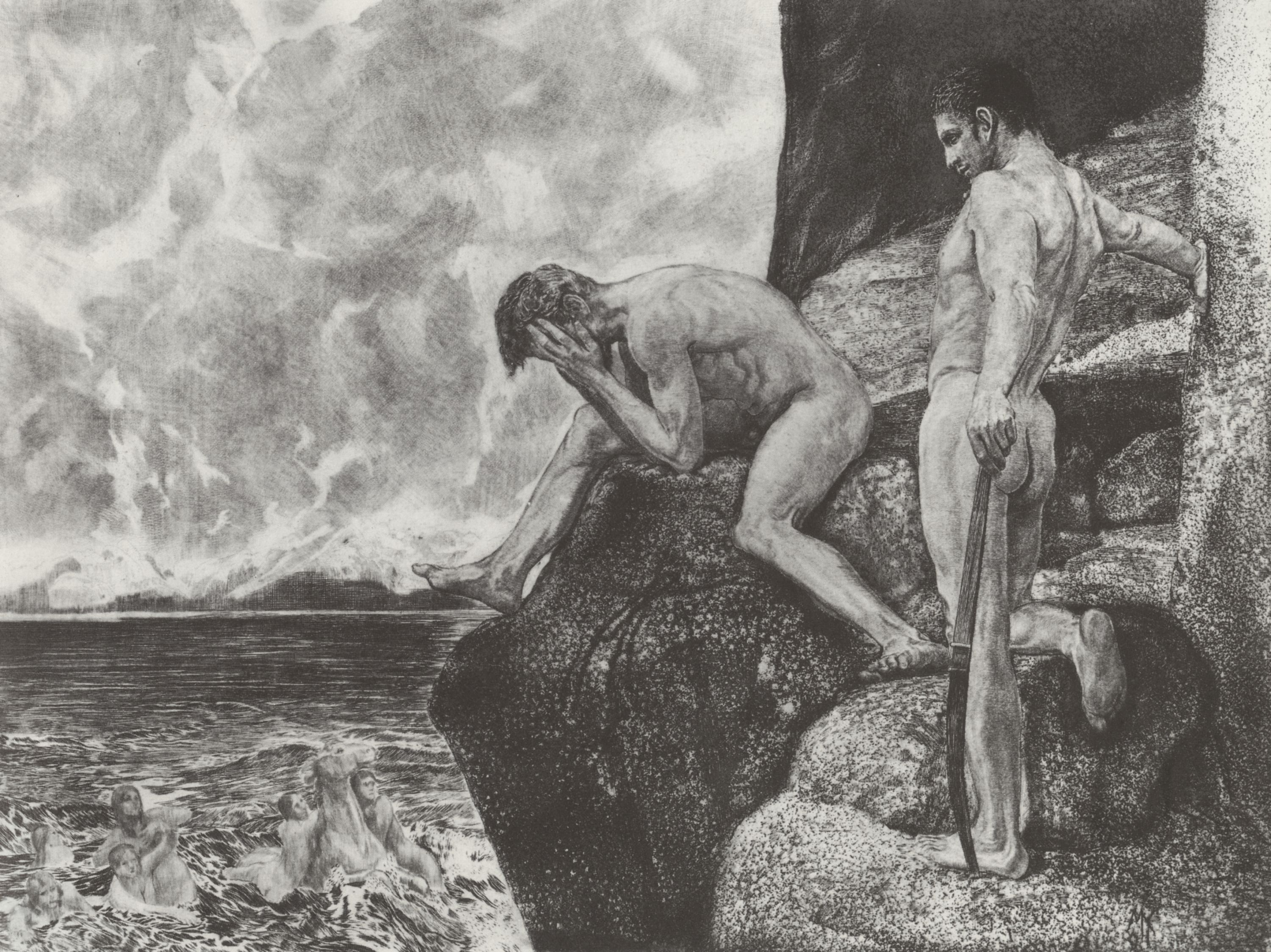
Макс Клінгер. «Прометей на скелі і посланець богів Меркурій». 1894 р.

Клінгер. Фантазія на тему Брамса— графічна серія, котру створив німецький художник і графік другої половини 19 ст. Макс Клінгер (1857-1920).

## Відомості про цикл
Графічний цикл роботи Макса Клінгера давно привабив увагу і прихильників музики Брамса, і колекціонерів видань нот. Письменник В.В. Ванслов навіть назвав цей цикл самим значимою інтерпертацєю музики у візуальний комплекс.
Клінгер сам знався на музиці і як її прихильник, і як виконавець. Все життя Макс Клінгер був пов'язаний з музикою і сам був піаністом. Як відомо, ще в роки навчання в Карлсруе став також відомим як піаніст-виконавець. Саме в музиці найповніше відбивалися сильні, пристрасні прагнення митця. Авторитетні для Макса Клінгера композитори стають для нього об'єктами художніх інтерпретацій. Серед творів Клінгера — монументи на честь Бетховена, Брамса, останнього скульптор полюбляв і виділяв серед інших. Він узявся створити величний монумент на честь композитора Ріхарда Вагнера, але нездоров'я і смерть не дозволили здійснити задум.

## Синтетичні тенденції
Синтетичні тенденції у творчості Клінгера особливо повно відбилися у графічному циклі «Фантазія на тему Брамса». Це знайшло відображення навіть у підзаголовку серії «гравюри опус XII». «Опус» належить до термнології музики, але Клінгер як натура творча і смілива переніс цей термін у назву графічного циклу. Все почалося раніше 1894 року, року оприлюднення цикла, вплетеного у нотне видання. Гравюри або віньєтки і раніше розміщали у нотних виданнях. Так, Клінгер робив обкладинки до видань окремих пісень, музику до котрих створив той же Брамс.
Макс Клінгер в черговий раз пішов далі і не просто наситив нотне видання гравюрами, а спробував візуальними образами відтворити музичні теми, котрі відчув в музиці Йоганнеса Брамса. Звичайно, що як і кожний творчий акт, графічний цикл був суб'єктивним відтворенням образів, асоціацій і художнього досвіду самого художника. А досвід Клінгера був насичений образами академічними, образами салонного мистецтва, престижними у мистецтві Німеччини, консервативної, неповороткої на той час, що не йшла в кінці 19 ст. у авангарді художнього європейського процесу. 
Тим не менше цикл не розчаровує, бо салонні образи Макса Клінгера насичені такими щирими почуттями, що глядачі забувають і про переускладненість образів, і про штучність поєднання деталей, і про хаотичні композиції самого цикла.

## Побудова поліграфічного видання

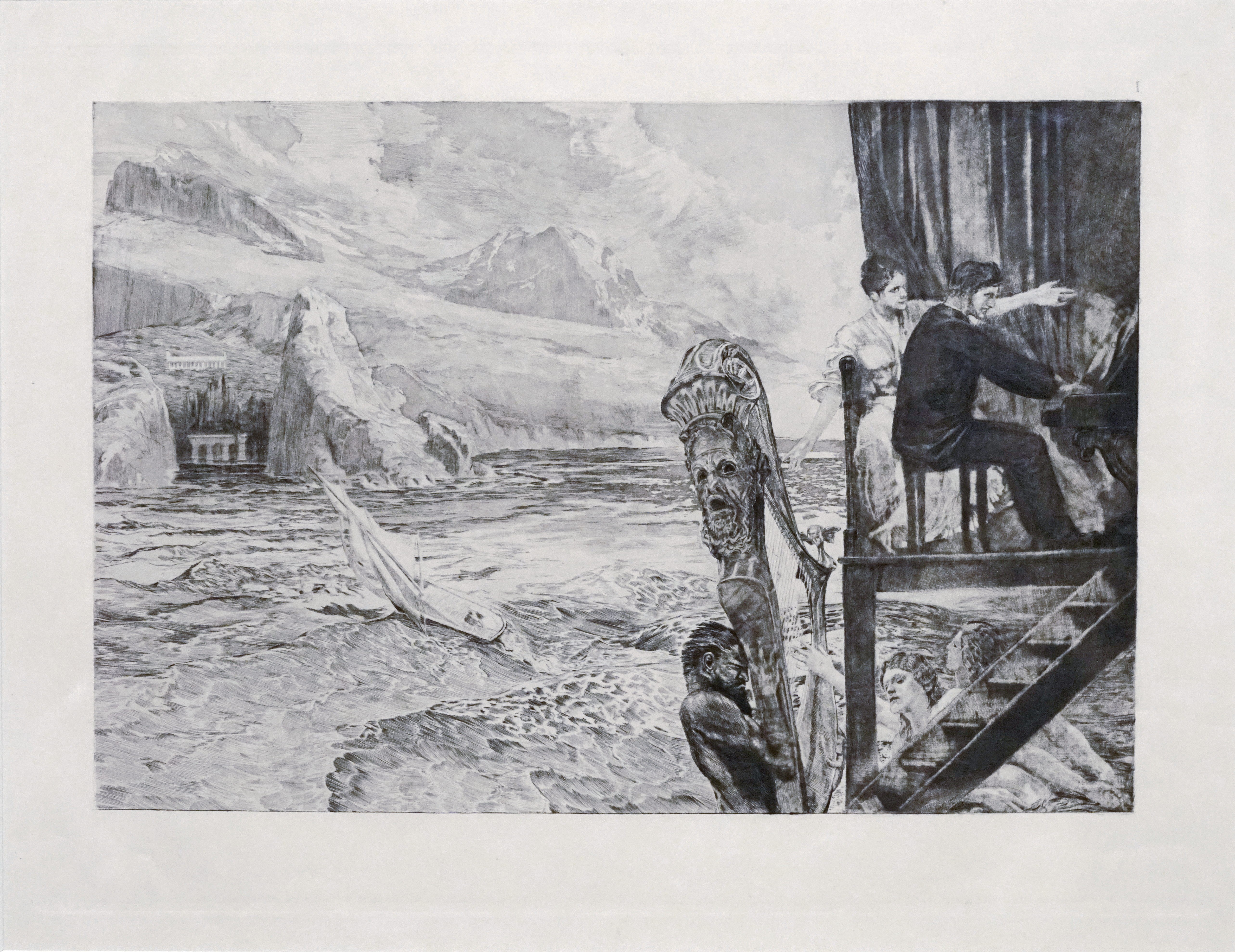
Макс Клінгер, Акорд, 1894 р.

Поліграфічне видання «Фантазія на тему Брамса» і починається і закінчується офортами, тематично не пов'язаними з нотами, що дещо несподівано.
Сам цикл зображень відкривав офорт «Акорд», котрий вводив глядача в графічний цикл. Дивацькою, штучно поєднаною із різних частин була і композиція аркушу «Акорд», де є постамент з піаністом і роялем на першому плані, арфа з морськими німфами, неспокійне море з човном (мотив, відомий у Клінгера і за іншими серіями), гірський пейзаж із поховальним комплексом на узбережжі. На сумний настрій аркуша впливають декілька різних компонентів. Серед них бурхливе море, небезпечно нахилена яхта, давньогрецький храм як віддалене нагадування про минувшину і світлі образи класичної Стародавньої Греції.
На тлі бурхливого моря і гірського пейзажа (Греції ?) художник несподівано подав високий помост, на котрому грає піаніст у оточенні музи, а її розпростерті руки вказівка на мелодію, бурхливу як неспокійне море.
Але ноту повного відчаю зображенню надає міфічна постать Фавна, що виринув і обійняв арфу наче ще одне божество цього світу. В обличчі Фавна така мука, таке щире відображення страждання, що саме це страждання налаштовує виконавця і слухача на відповідний, драматичний музичний лад. Для музиканта офорт ще й асоціативно пов'яжеться зі звучанням арфи та фортепьяно. Візуальні образи офорта — символічні образи, відбиток сутності музичної стихії за задумом Клінгера.

## Назви пісень
Брамс створив музику для низки пісень, котрі і були відібрані для нотного видання. Їх назви — 
- «Старе кохання» (опус 72)
- «Богемська пісня» (опус 49)
- «Недільний ранок» (опус 48)
- « Самотність в полі» (опус 86)
- «А ні дому, а ні батьківщини» (опус 94).

Безпідставно шукати серед них веселих і обнадійливих. Тематика пісень сумна, коли йдеться  розлуку з незамінними, про втрачене кохання, про зраду почутям  чи самотність.
Тексти пісень наче збільшували напругу, коли йшлося про загубленість людини в холодному і непривітному світі, про невдалу долю і гіркоту стану. Атмосфера трагізму виникає навіть в назві пісні «А ні дому, а ні батьківщини».
Дослідники схильні не напружувати слухача і кажуть про ідеологію несприйняття реальності, притаманну стилистиці романтизму, адже не всі не мали помешкань чи батьківщини. Це не збігалось з реальними трагедіями 19 століття, з їх розгубленістю людей і перед швидкістю історичних подій та історичних потрясінь, і перед протиріччями технічного прогресу, і перед невиліковними хворобами, і перед масовим знебожінням.
Графічні твори Клінгера теж мають невтішний характер, але вони швидше неясні, зашифровані, посякнуті настроями песимізму. Персонажі зображень занурені у власні невеселі думки, а пейзажі нічні, утаємничені, туманні і незрозумілі.

## Прометеївський цикл
Несподівано у структуру нотного видання введено Прометеївський цикл. В текстах нема натяків на нього. Введено дев'ять офортів і літографій, поєднаних єдиною темою, але не пов'язаних прямо з цим нотним виданням. Це ілюстрації до міфу про Прометея, але Клінгер не залишив вказівок, які саме твори Брамса він мав на увазі. За одною з версій ці гравюри натхнені симфонічними та інструментальними творами композитора. Адже Брамс був творцем також крупних музичних форм, серед котрих — твори для хора і оркестра, Німецький реквієм.
Можливо, Прометеївський цикл — це спроба художника подолати ті настрої песимізму і драм, що були у піснях. Всі суто індивідуальні почуття ніби залишені позаду і художник дає  власні інтерпретації філософських проблем не якоїсь особи, а всього людства. Він і звернувся до давньогрецького міфа про Прометея, у символічній формі подавши страждання і покарання героя, котрий волав принести щастя людству, але був приречений всемогутнім богом до тривалої кари.
Перший аркуш цього цикла — «Боротьба титанів». Дві групи людей зійшлися у запеклій сутичці, ховаються за скельні камені, кидають у супротивників кам'яні брили і стіляють з луків. Вони жорстокі і непримиренні, зовні нагадують дикі племена перших, практично звіроподібних людей. Це дике людство ще не підняте до цивілізації і не ушляхетнене подвигом Прометея.
Другий аркуш — спілкування Прометея і верховного бога, котрі несуться на хмарах над пустельним і негостинним світом і морем. Ймовірно, Прометей ( за думкою Клінгера ) мав намір улестити бога і умовити того подарувати благодійний вогонь дикому людству, аби вирвати його з дикунства.
Третій аркуш стає логічним продовженням другого. Ймовірно, Прометею не вдалося переконати верховного бога і розчарований герой викрав священний вогонь для людей. Морок ще вкриває і небо, і землю, але Прометей вже злітає зі смолоскипом на землю. Назустріч герою вже потяглося людство і диво преображення починає відбуватись.
Четвертий аркуш має назву «Свято». Макс Клінгер подав свято людства, що вже ушляхетнене священним подарунком героя. Жінки і чоловіки радіють і влаштували свято, танцюють колом на тлі дерев і пейзажу.

## Покарання Прометея

Макс Клінгер. «Викрадення Прометея», опус XII, серія "Фантазія на тему Брамса " (1894 р.)

До кращих зразків серії належить аркуш «Викрадення Прометея». Розгніваний верховний бог наказав викрасти Прометея, що порушив його заборону і віддав таки людям благодійний вогонь, котрий зігрів цих дикунів і помітно покращив їх життя і їх звички. 
Перед глядачем просторий пейзаж з узбережжям і горами вдалині. Глядача піднято у небо, аби той спостергав за подією. Орел Зевса і Меркурій викрали Прометея і несуть знесиленого і приспаного героя до місця його покарання. Композиція настільки красиво вибудована, що про драму стосунків між Богом і Прометеєм можна забути, настільки добре відтворена перспектива пейзажу унизу, де навіть прискипливе око не знайде жодної помилки.
Наступний аркуш прометеївського циклу — «Жертвоприношення богу». Люди клопочуть біля жертовника, заколюють бика і готують пожертву для всемогутнього бога. Таким чином вони намагаються відмолити вчинок Прометея. За клопотами людей з-за хмар у небі спостерігає сам верховний бог.
В кінці цикла Клінгер розмістив романс «Пісня долі» на слова Гельдерлінга. Тема романса — трагізм життя, сумні роздуми над долею людства, що не приводять до оптимістичних висновків. Ці висновки ілюструють останні графічні твори митця, де панують жостокість і трагедії (шторм на морі, натовп, що намагається дістатися вершин, велетенська морська потвора, що нищить людей, світ дригається від геологічних катастроф). Над людським натовпом панують Смерть і Рок, що обетраються то образами жорстокого вершника на коні, то невблаганною жіночою фігурою у довгій хламіді... Мова художника втрачає реалістичні риси і переходить у символічні і утаємничені фігури.

## Вивільнення Прометея
Цикл закінчується аркушем «Вивільнення Прометея». Перед глядачем постають дві фігури — посланець богів меркурій і Прометей. Прометей вже розкутий і його покарання закінчилось. Але в фігурі Пометея ні цяточки радості від триманої волі. Він продовжує страждати, в його позі каяття і розпач, він наче не вірить у отриману свободу. Аркуш — наче ще один музичний акорд, котрий рзкриває якісь несподівані глибни людської психології, не завжди зрозумілі і самим людям.
Під скелею знову подано море, де весело грають наяди. Їх вічні ігри і рухи наче вічні рухи Приоди, давно байдужої до божевілля людей і їх героїв...